# VG-1.2
La Vía de Alta Capacidad Ares-Mugardos es una vía para automóviles de la Junta de Galicia que transcurre entre el polígono industrial Vilar do Colo (Barallobre) y el complejo industrial de Punta Promontoiro (Mugardos), diseñada como una carretera limitada a 90 km/h para ser una vía de corta distancia y de poca Intensidad media diaria (IMD). No cumplen los estándares de doble calzada (autovía), ni esta previstada para la duplicación de esta dicha vía. La longitud de este tramo es de 6,44 kilómetros contado con el ramal en la travesía del polígono industrial Vilar do Colo de unos 630 metros de longitud y el resto del tramo, 5.810 metros de longitud.
El primer tramo dentro del polígono industrial Vilar do Colo fue culminadas las obras en 2003 y el segundo tramo al complejo industrial de Punta Promontoiro fue inaugurado en 2005. El proyecto original denomina como una vía rápida desde el polígono industrial Vilar do Colo hasta Ares y Mugardos por lo que denomina como V.A.C. Ares-Mugardos. El acceso a Ares es la carretera autonómica gallega AC-123 y no cuenta como una vía para automóviles. En 2015 ha aprobado un plan vectorial para la mejora de los accesos y conexiones con la carretera N-651 y la autopista de peaje AP-9 y en la actualidad no ha avanzado nada de este proyecto.

## Tramos
| Denominación | Tramo                                                                        | Kilómetros | Año servicio |
| ------------ | ---------------------------------------------------------------------------- | ---------- | ------------ |
| VG-1.2r0     | Polígono industrial Vilar do Colo Tramo: Avenida de Astano - Calle del Horno | 0,6        | 2003         |
| VG-1.2       | Polígono industrial Vilar do Colo - Complejo industrial Punta Promontoiro    | 5,8        | 2005         |

## Salidas
| Velocidad | Esquema | Salida | Sentido Punta Promontoiro                                                                                                 | Carriles | Sentido Vilar do Colo | Carretera     | Notas |
| --------- | ------- | ------ | --- | -------- | --- | ------------- | ----- |
|           |         |        | Comienzo de Vía de Alta Capacidad Ares-Mugardos VG-1.2 Procede de: Avenida de Astano Polígono industrial de Vilar do Colo |          | Fin de Vía de Alta Capacidad Ares-Mugardos VG-1.2 Incorporación final: Avenida de Astano Polígono industrial de Vilar do Colo Dirección final: Calle Rizón Avenida de Astano N-651 E-1 AP-9 Fene Ferrol AC-563 Puentes de García Rodríguez E-1 AP-9 La Coruña Santiago de Compostela |               |       |
|           |         |        | Calle del Horno Calle Leme vía de servicio                                                                                |          | Calle del Horno Calle Leme vía de servicio |               |       |
|           |         | 1      | DP-3501 AC-133 Maniños AC-122 Limodre                                                                                     |          | DP-3501 AC-133 Maniños AC-122 Limodre | DP-3501       |       |
|           |         | 2      | AC-122 Cabañas El Seijo San Juan                                                                                          |          | AC-122 Cabañas El Seijo San Juan | AC-122        |       |
|           |         | 4      | AC-133 Mugardos Fene Franza AC-123 Ares                                                                                   |          | AC-133 Mugardos Fene AC-123 Ares | AC-133 AC-123 |       |
|           |         | 5      | DP-3504 Mugardos El Seijo                                                                                                 |          | | DP-3504       |       |
|           |         |        | Fin de Vía de Alta Capacidad Ares-Mugardos Dirección final: Punta Promontoiro                                             |          | Inicio de Vía de Alta Capacidad Ares-Mugardos Procede de: Complejo industrial de Punta Promontoiro |               |       |